# Klemens Kappel
Klemens Kappel (født 4. november 1964 i Baden, Schweiz) er en dansk filosof og læge. Han har tidligere været medlem af Etisk Råd og har udgivet flere bøger om bl.a. medicinsk etik og politisk filosofi. 
Klemens Kappel blev i 1992 cand.phil. i filosofi ved Københavns Universitet og tog i 1993 den medicinske kandidateksamen fra samme universitet. I dag er han professor ved Institut for Kommunikation ved Københavns Universitet.

## Udgivelser
- Anvendt Etik, 1993
- Medicinsk Etik, 1996.
- Det Retfærdige Samfund, 1997
- En god forretning, en bog om virksomhedsetik, 2003.

|  | Artiklen om Klemens Kappel kan blive bedre, hvis der indsættes et (bedre) billede Du kan hjælpe ved at afsøge Wikimedia Commons for et passende billede eller uploade et godt billede til Wikimedia Commons iht. de tilladte licenser og indsætte det i artiklen. |